# Protobalistum
Protobalistum imperiale
Genre
Espèce
Protobalistum est un genre fossile de poissons osseux marins de la famille des Protobalistidae, du sous-ordre des Balistoidei et de l'ordre des Tetraodontiformes, un taxon qui comprend essentiellement des poissons marins vivant aujourd'hui à l'intérieur et autour des récifs coralliens,,.
Une seule espèce est attribuée à ce genre : Protobalistum imperiale, décrite en 1857 par le naturaliste italien Abramo Massalongo.

## Découverte et datation
Les fossiles de Protobalistum, bien préservés, ne sont connus que sur le célèbre site paléontologique (Lagerstätte) du Monte Bolca sur la zone dite de « Pesciara », en Vénétie (Italie). Protobalistum imperiale a vécu dans les mers tropicales de l'océan Téthys, précurseur de la Méditerranée, au cours de l'Éocène inférieur (Yprésien), il y a environ entre 49 et 48,5 Ma (millions d'années),. 
L'environnement péri-récifal tropical de l'Éocène du Monte Bolca est sous influence à la fois côtière et de mer ouverte. Dans cet environnement, les fossiles ont été préservés dans des sédiments calcaires laminés, déposés dans une dépression à faible énergie, sous un environnement anoxique.

## Description

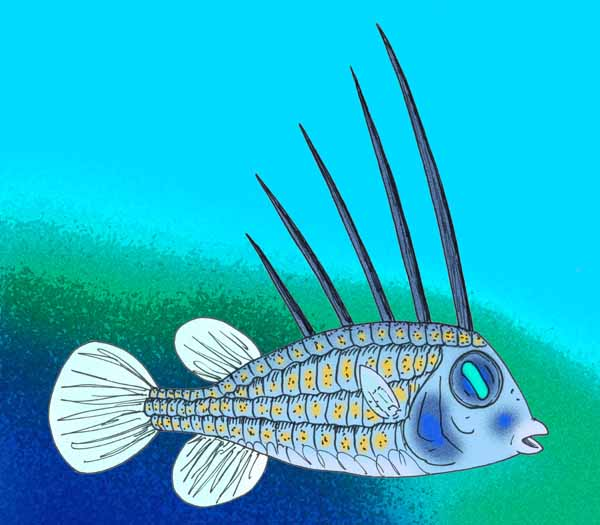
Vue d'artiste de Protobalistum imperiale.

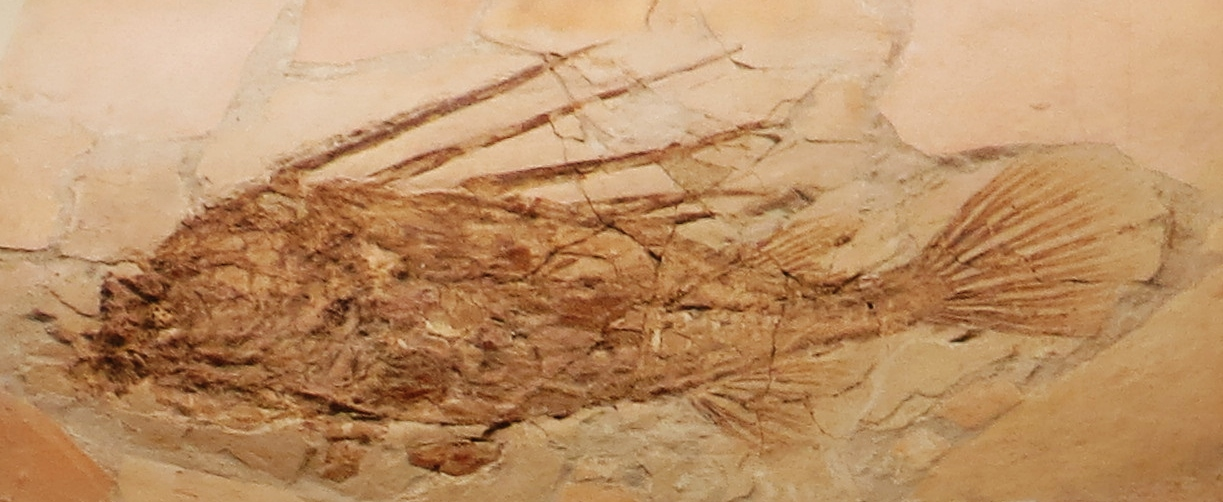
Fossile de Protobalistum imperiale.

C'est un poisson dont la taille peut atteindre 70 centimètres de longueur, à l’instar des balistes actuels, des poissons dont il est proche. Son corps est globalement ovale, assez haut et comprimé latéralement. Sa caractéristique remarquable est la présence sur son dos de cinq épines longues et affûtées (un caractère qu'il partage cependant avec Spinacanthus). Sa première épine dorsale, la plus longue, est située juste au-dessus de sa tête, tandis que la dernière et la plus courte se place devant sa nageoire dorsale. Cette nageoire dorsale est de petite taille, plus petite que la nageoire anale. La nageoire caudale, au contraire, est grande et de forme arrondie.
Ses dents sont larges et massives avec des morphologies différentes, d'incisives et de molaires.
Protobalistum se distingue facilement du seul autre genre de Protobalistidae connu, Spinacanthus, qui vivait avec lui dans les récifs de la mer de Éocène du Monte Bolca. En effet, ses écailles sont de grande taille, osseuses, jointives, souvent hexagonales et granuleuses, formant une sorte d'« armure », tandis que Spinacanthus ne présente que de petites écailles, non jointives, portant une épine ou cône central. 

## Classification
Les deux genres sympatriques et monospécifiques Protobalistum (P. imperiale) et son groupe frère Spinacanthus (S. cuneiformis), sont les seuls membres de la famille éteinte des Protobalistidae au sein de l'ordre des Tetraodontiformes.
Dans ce dernier groupe, il est proche des balistes et des poissons-coffres actuels, et surtout du Triacanthodidae du genre actuel Triacanthodes.

## Paléobiologie
Protobalistum vivait à proximité des récifs de la mer tropicale, chaude et peu profonde de l’Éocène du Monte Bolca, où il devait se nourrir de coquillages qu'il broyait avec ses mâchoires puissantes. Comme les balistes actuels il devait dresser ses épines dorsales pointues lorsqu'il se sentait en danger.
Il vivait avec une quinzaine d'autres espèces de Tetraodontiformes, retrouvés sr le site du Monte Bolca, appartenant aux genres :
- Spinacanthus ;
- Protacanthodes ;
- Bolcabalistes ;
- Proaracana ;
- Eolactoria ;
- Eoplectus ;
- Zignoichthys ;
- Eotetraodon ;
- Prodiodon ;
- Heptadiodon ;
- Zignodon.